# SD Gundam: Emotional Jam
SD Gundam: Emotional Jam est un jeu vidéo de rôle développé et édité par Bandai en mai 1999 sur WonderSwan. C'est une adaptation en jeu vidéo de la série basée sur l'anime Mobile Suit Gundam,.